# Химерос
Химерос в древногръцката митология е син на Афродита и Арес. Счита се за олицетворение на похотта и сексуалното желание. Той също така се счита и за брат на Ерос и на Антерос.